# Camarasaurider
Camarasaurider (Camarasauridae) var en familj av dinosaurier innehållande bland annat Abrosaurus dongpoi. Camarasaurierna var en annan grupp sauropoder. De utvecklades under den sena juraperioden och den tycks ha överlevt fram till slutet av reptilernas tidsålder. Fast de såg ut som andra jätteväxtätare hade camarasaurierna framåtvinklade tänder som hos vissa arter fyllde käkarna på dem. Det är de särdragen som skiljer dem från andra grupper av sauropoder.
Arterna var upp till 18 meter långa. Fossil hittades i Nordamerika, Mongoliet, Portugal, Spanien och Tyskland.